# Radiophosphortest
Der Radiophosphortest, synonym 32P-Uptake-Test, ist ein früheres diagnostisches Verfahren der Nuklearmedizin, mit dessen Hilfe nach malignen Melanomen der Aderhaut im menschlichen Auge gesucht wurde.
Der Test wurde 1952 von einer interdisziplinären Arbeitsgruppe aus Cleveland erstmals veröffentlicht. Er nutzte die selektive Anreicherung des radioaktiven Phosphor-Isotops 32P (eines künstlichen Betastrahlers mit 0,7 MeV Strahlenenergie und 14 Tagen Halbwertszeit) in dieser Tumorart, um sie von den ähnlich aussehenden, aber gutartigen Naevi, Hämangiomen und anderen Veränderungen der Aderhaut zu unterscheiden. In Form von Phosphat wurden ca. 500 Mikrocurie der Substanz intravenös injiziert. Sie reicherte sich auf nicht klar verstandene Weise in Melanomgewebe mit hoher Stoffwechselaktivität an; ein Zusammenhang mit der hohen Teilungsrate von Krebszellen konnte dabei nicht bestätigt werden. Mithilfe einer speziellen Messsonde (Ionisationskammer, vergleichbar einem Geigerzähler) wurde mehrfach während der folgenden drei Tage die Strahlung über dem erhabenen oder sichtbaren Tumor gemessen und mit einer unauffälligen Stelle der Hornhaut oder dem anderen Auge verglichen. Thomas et al. schlugen vor, bei einem Verhältnis der Messwerte von über 1,6 ein Melanom anzunehmen und gaben für ihren Test eine Genauigkeit von 99 % an.

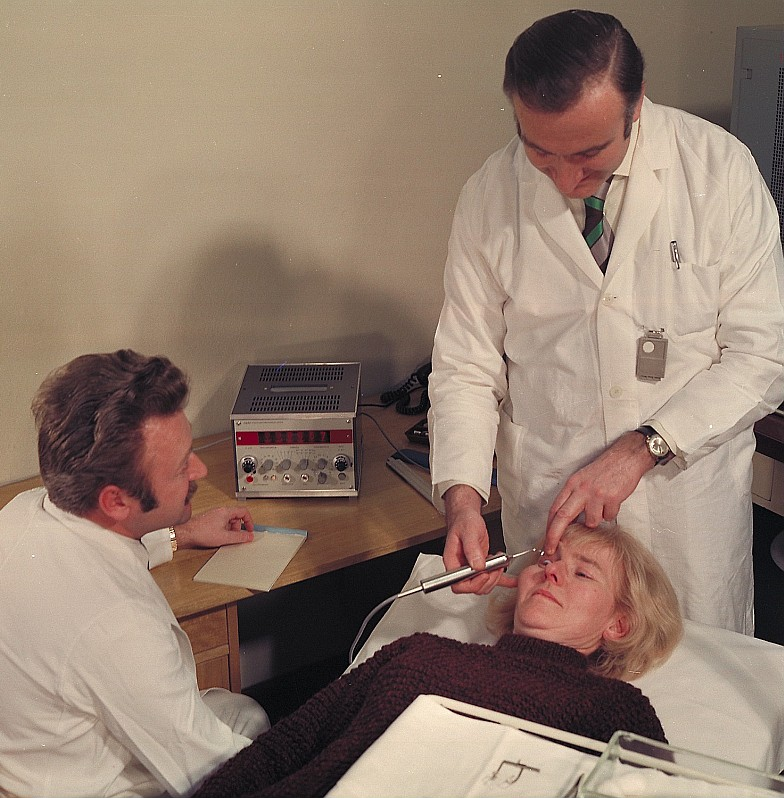
Radiophosphortest in der Charité, 1973

Die Sensitivität des Tests war wegen der geringen Durchdringung der vom Radiophosphor ausgestrahlten Betateilchen (2 mm) auf oberflächlich gelegene Tumoren eingeschränkt; die Messsonde musste direkt auf den örtlich betäubten Augapfel aufgesetzt werden. Zwar gab es Versuche mit Gammastrahlern, doch wurden bereits in den 1960ern die nuklearmedizinischen Verfahren in der Augenheilkunde zugunsten der stark verbesserten Sonografie mehr und mehr aufgegeben und spielen heute keine Rolle mehr.